# Corella (Bohol)
Corella is een gemeente in de Filipijnse provincie Bohol op het gelijknamige eiland. Bij de census van 2015 telde de gemeente ruim 8 duizend inwoners.

## Geografie

### Bestuurlijke indeling
Corella is onderverdeeld in de volgende 8 barangays:
- Anislag
- Canangca-an
- Canapnapan
- Cancatac
- Pandol
- Poblacion
- Sambog
- Tanday

|  |  |

## Demografie
Corella had bij de census van 2015 een inwoneraantal van 8.479 mensen. Dit waren 780 mensen (10,1%) meer dan bij de vorige census van 2010. Ten opzichte van de census van 2000 was het aantal inwoners gegroeid met 2.431 mensen (40,2%). De gemiddelde jaarlijkse groei in die periode kwam daarmee uit op 2,24%, hetgeen hoger was dan het landelijk jaarlijks gemiddelde over deze periode (1,84%).

De bevolkingsdichtheid van Corella was ten tijde van de laatste census, met 8.479 inwoners op 37,22 km², 227,8 mensen per km².

## Bezienswaardigheden
In Corella is het Tarsier Sanctuary gevestigd. In dit stukje beschermd bos wordt met de zeldzame en voor de Filipijnen endemische Filipijnse spookdiertjes gefokt teneinde hun aantal te verhogen.